# (3127) Bagration
(3127) Bagration (1973 ST4) – planetoida z grupy pasa głównego asteroid okrążająca Słońce w ciągu 4,19 lat w średniej odległości 2,6 au. Odkryta 27 września 1973 roku.